# روكا دي بوتي
روكا دي بوتي (بالإيطالية: Rocca di Botte)‏ هي بلدية في مقاطعة لاكويلا في إقليم أبروتسو الإيطالي.

## السكان
في سنة 1861 بلغ عدد السكان 871 نسمة، وتطور العدد ليصل في سنة 2011 لـ 830 نسمة.
يظهر هذا المخطط البياني تطور النمو السكاني لـ روكا دي بوتي